# Jane Welsh Carlyle
Pour les articles homonymes, voir Carlyle.
Jane Welsh Carlyle (14 juillet 1801 – 21 avril 1866) est une écrivaine écossaise. Elle n'a publié aucun ouvrage de son vivant, mais elle est largement considérée comme une épistolière extraordinaire. Virginia Woolf l'appelle l'une des "grandes écrivaines de lettres"  et Elizabeth Hardwick décrit son travail comme une "carrière d'écriture privée" .

## Biographie
Jane Baillie Welsh, est née à Haddington, East Lothian, le 14 juillet 1801, de Grace Caplegill et du Dr John Welsh (1770-1819) . Le mari de Jane est l'essayiste, historien et philosophe Thomas Carlyle.

### Mariage avec Thomas Carlyle
Le tuteur de Jane, Edward Irving, la présente à Carlyle, avec qui elle en est venue à avoir une attirance romantique mutuelle (bien que pas sexuellement intime). Le couple se marie en 1826 et vit les six premières années dans une ferme en Écosse ; le mariage est souvent malheureux. Thomas est toujours occupé à écrire et Jane reste consciencieuse à faire le ménage. Après que le couple a déménagé de l'Écosse à Londres en 1834, Jane prend la tâche supplémentaire de garder le quartier calme afin que son mari puisse écrire sans être dérangé. Phyllis Rose écrit que "l'expression par excellence du rôle de Jane dans le mariage était sa bataille continue pour protéger son mari du chant des coqs" . Dans une lettre de 1844 à son mari, Jane parle de cet arrangement. « J'ai beaucoup mieux dormi la nuit dernière, malgré des coqs de toutes sortes de puissances, un chien et un grondement considérable de charrettes. Mais le mal de ces choses n'est pas doublé ou triplé pour moi par la réflexion qu'elles t'ont tenu éveillé" .
Leur volumineuse correspondance est publiée et les lettres montrent que l'affection du couple l'un pour l'autre est entachée de fréquentes querelles. Samuel Butler écrit un jour: "C'était très bon de la part de Dieu de laisser Carlyle et Mme Carlyle se marier, et ainsi de rendre seulement deux personnes malheureuses et non quatre". Le biographe de Carlyle, James Anthony Froude, publie à titre posthume son opinion selon laquelle le mariage n'était pas consommé ,.

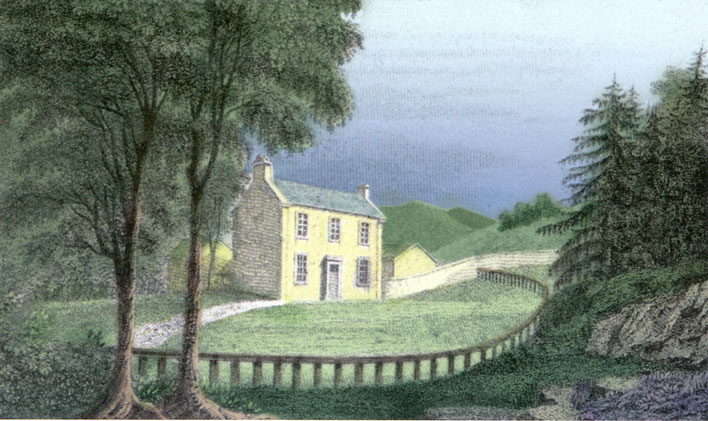
Maison Craigenputtock 1829

L'historien Paul Johnson note dans Creators qu'elle a non seulement irrité son mari, mais a fait des commentaires épineux sur les autres. L'une des cibles est sa collègue écrivain George Eliot (Mary Ann Evans), dont la décision de vivre ouvertement avec son amant marié Henry Lewes a scandalisé la société londonienne. En voyant le couple au théâtre un soir, Jane fait remarquer à Eliot : « Pauvre âme ! Il n'y a jamais eu d'erreur de calcul plus absurde que celle de se constituer en femme impropre. Elle a l'air Propreté personnifiée. Oh, si lent !" 
Leur long mariage est compliqué par d'autres relations des deux côtés, bien que celles-ci semblent avoir été platoniques. Le mariage Carlyle lui-même aurait été platonique par certains de leurs contemporains .
Jane est jalouse d'une amitié que son mari a avec la mondaine et hôtesse Lady Harriet Mary Montagu (plus tard Lady Ashburton) . L'amitié n'est pas sexuelle mais ils passent encore beaucoup de temps ensemble. Jane exprime sa jalousie et sa colère dans une lettre datée de 1856.

### Relation avec Géraldine Jewsbury

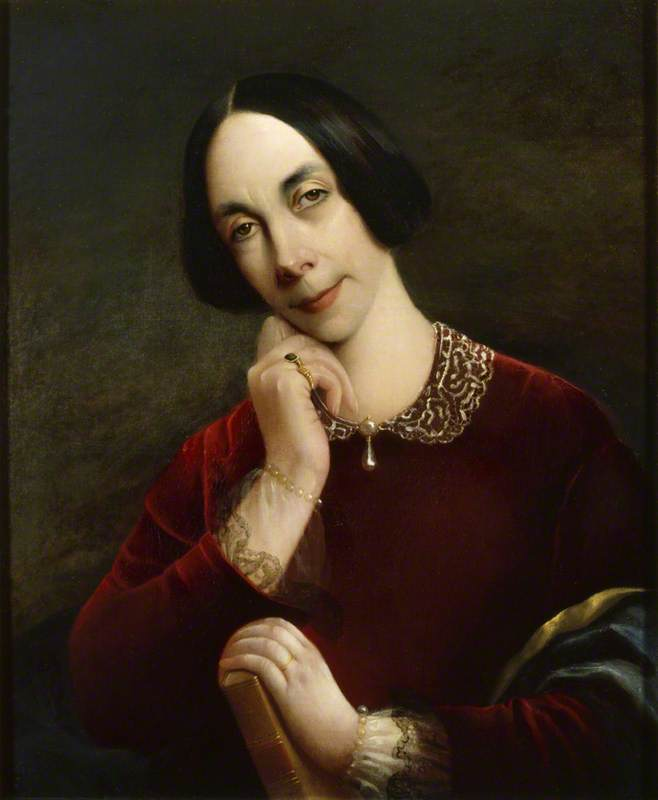
Jane Welsh Carlyle, ca. 1856, par Mme. Paulet - National Trust, Maison de Carlyle; Fourni par la Fondation du catalogue public

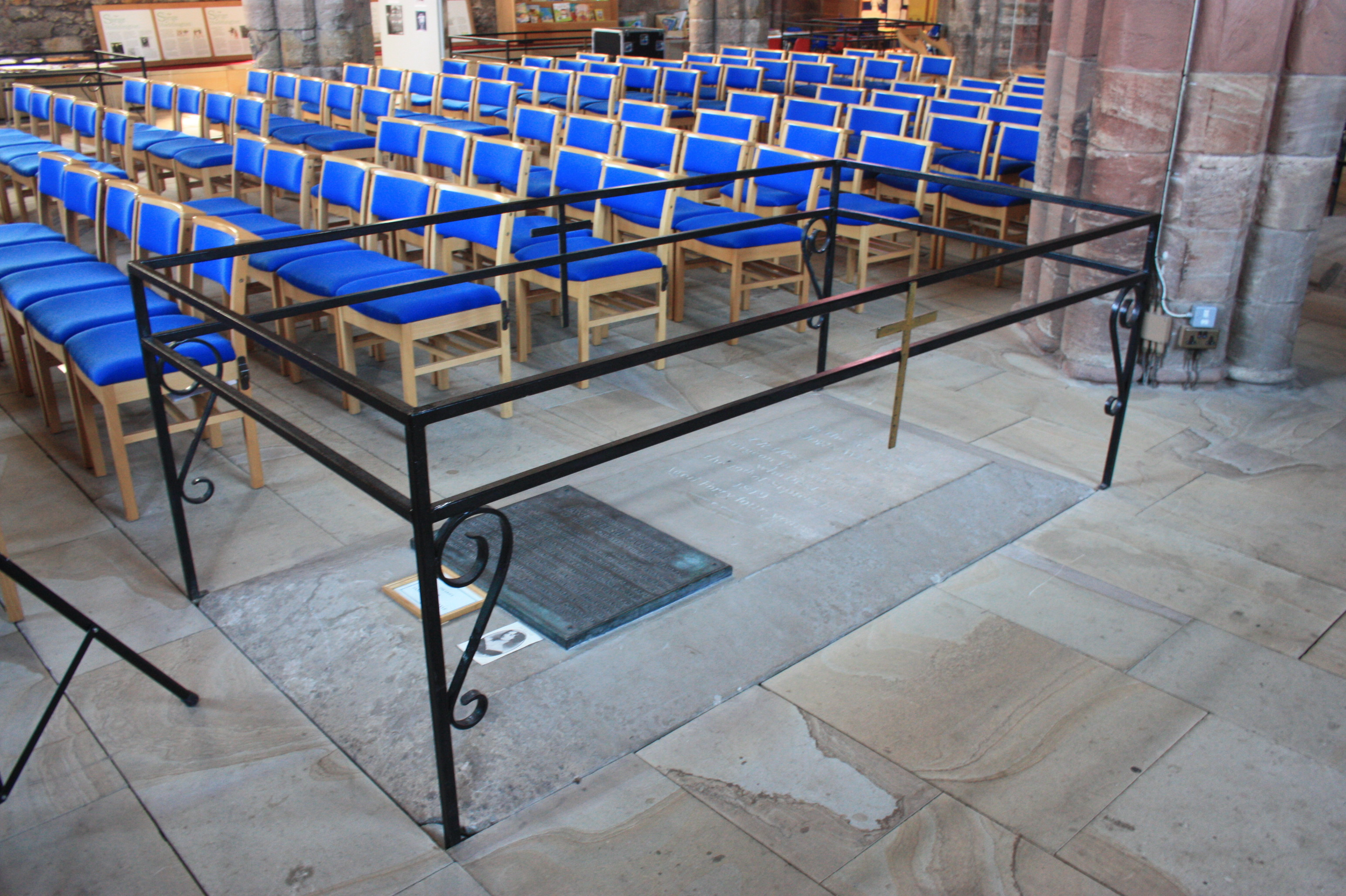
La tombe de Jane Welsh Carlyle, l'église St Mary, Haddington

Jane a une longue et étroite amitié (1841-1866) avec sa collègue écrivaine Geraldine Jewsbury (en). Les deux femmes se sont rencontrées pour la première fois lorsque Thomas invite Geraldine à Cheyne Row, où vivent Thomas et Jane. Geraldine écrit à Thomas avant l'invitation admirant son travail, et exprimant aussi son doute religieux. Géraldine traverse une période dépressive, mais elle contacte également Thomas dans l'espoir d'entrer dans le domaine littéraire en Angleterre. Lorsque Géraldine et Jane se rencontrent, leur amitié s'avère être davantage une relation amoureuse. Il est évident que les deux femmes ont des sentiments l'une pour l'autre, mais rien ne prouve qu'elles soient amantes. Jane est toujours restée dévouée à son mari et aucun des deux n'a agi sur des sentiments romantiques. Cela provoque beaucoup de jalousie entre les deux femmes car Jane est toujours restée mariée à Thomas et Géraldine a ses propres amants. Cependant, elles ont tous les deux des sentiments passionnés l'une envers l'autre et cette passion s'exprime dans leurs nombreuses lettres: comme l'écrit Géraldine, "je me sens beaucoup plus comme un amant que comme une amie" .
Elles ont souvent des désaccords sur les problèmes sociaux communs de l'époque tels que la place des hommes dans la vie des femmes et le but des femmes en général. Géraldine n'est pas opposée au mariage, mais elle pense que l'homme et la femme doivent être égaux dans le mariage ; elle n'a pas été témoin de cela avec Jane et Thomas, et critique le grand homme pour cela . Jane tente souvent d'installer Geraldine avec des célibataires appropriés à Londres. Cependant, aucun d'eux n'est resté (Géraldine ne s'est jamais mariée).

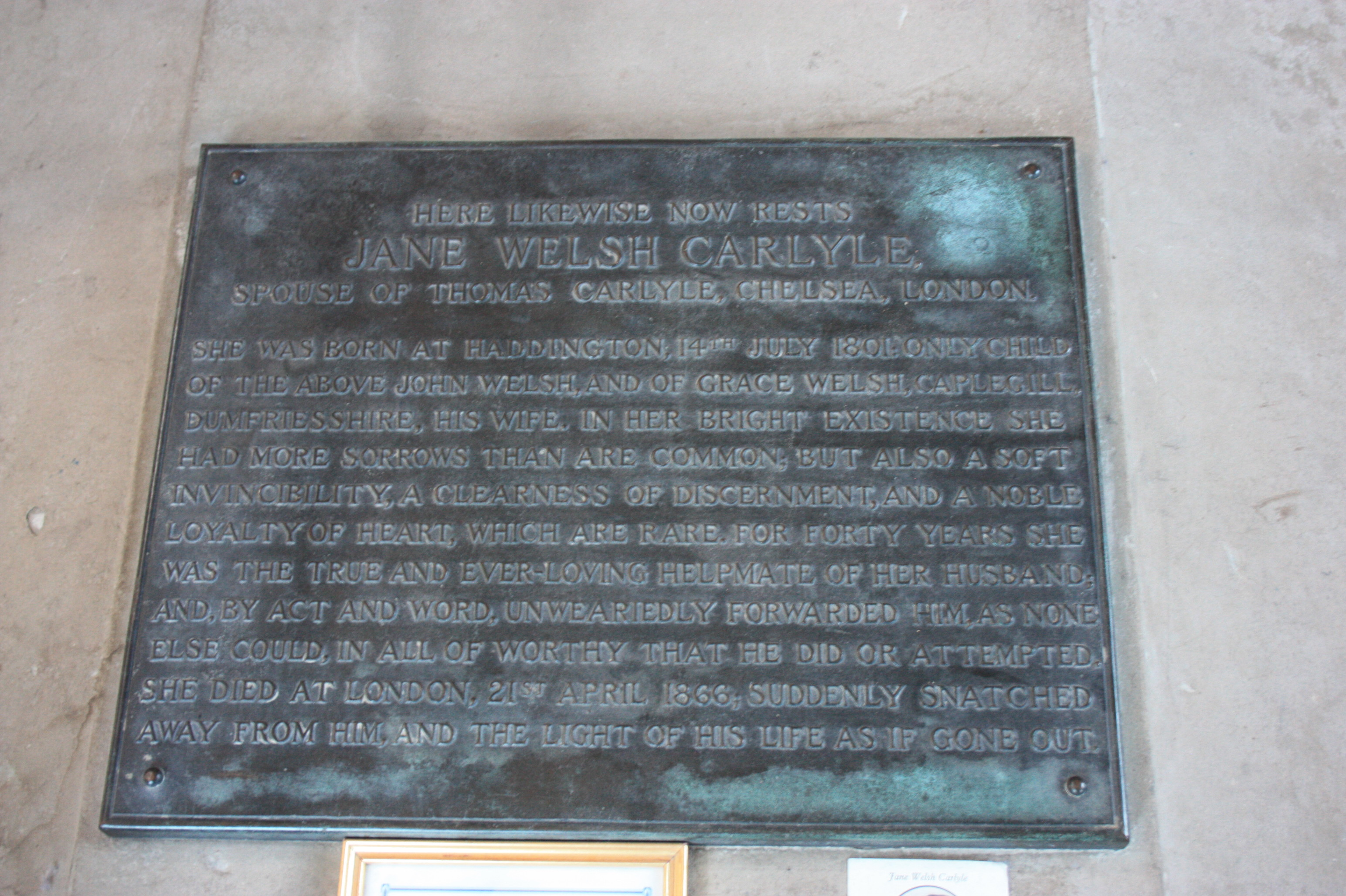
Plaque à Jane Welsh Carlyle, St Mary's, Haddington

Quand elles sont en bons termes, Jane aide Geraldine avec plusieurs de ses œuvres littéraires, notamment deux des romans les plus populaires de Geraldine, Zoe: the History of Two Lives, et The Half Sisters, que Geraldine veut lui dédier .
En 1857, Géraldine a une relation amoureuse avec Walter Mantell (en). Les deux femmes deviennent distantes. Mais vers la fin de sa vie, lorsque Jane est très malade, elles se rapprochent. À la mort de Jane, Géraldine parle de Jane comme "l'amie de mon cœur".
Ces deux femmes ont une relation très intéressante d'un point de vue romantique, littéraire et amical. Virginia Woolf base un article de 1929 dans le Times Literary Supplement sur les lettres de Geraldine à Jane Carlyle  publié plus tard dans ''The Second Common Reader'' . Leur relation passionnée est reconnue parmi leurs pairs littéraires malgré les hauts et les bas de leur amitié ,,.

## Lettres

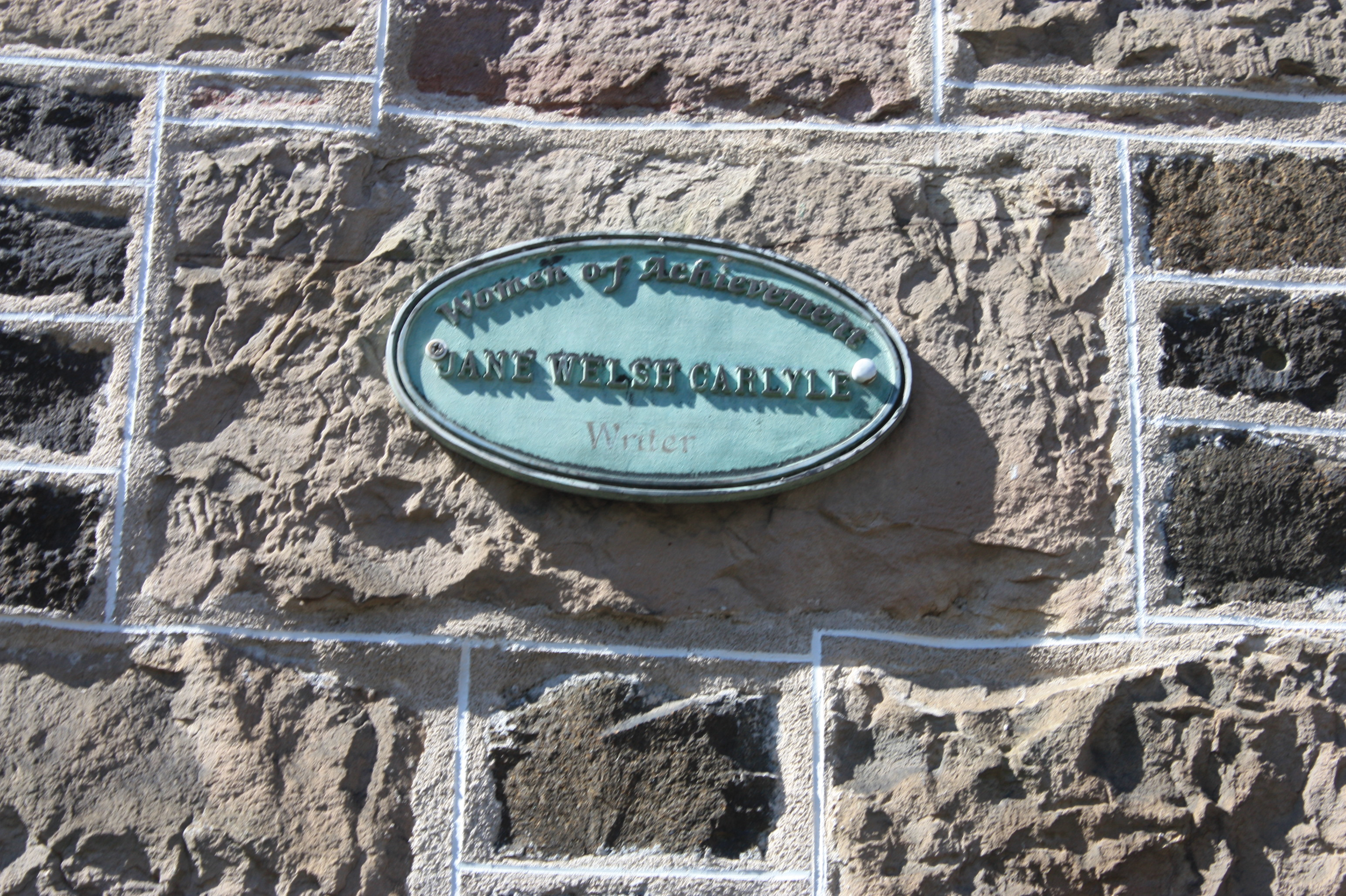
Plaque à Jane Welsh Carlyle, 23 George Square, Édimbourg

Tout au long de sa vie, Jane Carlyle apprécie les lettres. "Un journal est très agréable quand on n'attend rien du tout ; mais quand il remplace une lettre, c'est une insulte positive à ses sentiments." . Francis Wilson écrit que « les lettres de Jane, qui n'ont rien perdu de leur fraîcheur et de leur malice, nous entraînent immédiatement dans son monde, ou plutôt dans le monde tel qu'elle a choisi de le construire. Elle considérait ses lettres comme un fleuve romain... dans lequel elle enregistrait des conversations, esquissait ce qu'elle appelait des « drames en une seule scène » et remodelait ses journées pour un effet comique. » 
Après la mort subite de Jane à la suite d'un accident vasculaire cérébral ou d'une crise cardiaque en 1866, Thomas Carlyle publie des " Réminiscences " très autocritiques, basées sur son journal. Il exprime des remords pour la négligence et les mauvais traitements évidents dans le journal. Phyllis Rose écrit que "peu de femmes dans l'histoire - ou même la littérature - ont mieux réussi à faire culpabiliser leurs maris que Jane Carlyle .
Le philosophe écossais David George Ritchie, ami de la famille Carlyle, publie un volume de ses lettres en 1889 sous le titre The Early Letters of Jane Welsh Carlyle. Depuis lors, un certain nombre de lettres de Carlyle sont rassemblées et publiées, notamment la collection en plusieurs volumes de la correspondance de Jane et de Thomas .
Elle est décédée à Londres le 21 avril 1866 et est enterrée avec son père à la St Mary's Collegiate Church, Haddington. La tombe se trouve à l'intérieur de l'église près de l'extrémité ouest.